# Кубок РСФСР по хоккею с шайбой 1972
Десятый розыгрыш Кубка РСФСР по хоккею с шайбой был проведён среди российских участников второй лиги класса «А». Не участвовали две команды, перешедшие по итогам прошлого сезона из первой лиги и два прошлогодних полуфиналиста, в связи с их участием в кубке СССР (два других полуфиналиста играли в этом сезоне в первой лиге). Участники полуфиналов получали право сыграть в кубке СССР следующего сезона.
Как и в прошлом сезоне, турнир прошёл раздельно для команд западной и восточной зон лиги, и снова один из полуфиналов и финал сыграли в следующем сезоне.

## Список участников
| Команды класса «А» (Вторая лига) | Команды класса «А» (Вторая лига) | Команды класса «А» (Вторая лига)                                                                                   |
| --- | --- | --- |
| - «Водник» Тюмень - «Вымпел» Междуреченск - «Звезда» Чебаркуль - «Ижсталь» Ижевск - «Локомотив» Омск - «Мотор» Барнаул - «Нефтяник» Ухта | - «Олимпия» Кирово-Чепецк - «Прогресс» Глазов - «Сельхозвузовец» Челябинск - «Станкостроитель» Рязань - «Торпедо» Подольск - «Торпедо» Ярославль | - «Шахтёр» Прокопьевск - «Шторм» Ленинград - СК «Южный Урал» Орск - СКА Куйбышев - СКА Новосибирск - СКА Хабаровск |

## 1/16 финала
| 19.12.1971 | «Станкостроитель» Рязань | СКА Куйбышев         | 5:2 |
| 19.12.1971 | СКА Новосибирск          | СКА Хабаровск        | 6:4 |
| 19.12.1971 | «Мотор» Барнаул          | «Шахтёр» Прокопьевск | 7:4 |

## 1/8 финала
| 19.12.1971 | «Ижсталь» Ижевск         | «Шторм» Ленинград          | 12:5 |
| 19.12.1971 | «Торпедо» Ярославль      | «Торпедо» Подольск         | 3:2  |
| 19.12.1971 | «Олимпия» Кирово-Чепецк  | «Нефтяник» Ухта            | 6:3  |
| 22.12.1971 | «Вымпел» Междуреченск    | «Водник» Тюмень            | 6:4  |
| 22.12.1971 | «Локомотив» Омск         | «Сельхозвузовец» Челябинск | 5:2  |
| 22.12.1971 | «Мотор» Барнаул          | СК «Южный Урал» Орск       | ?    |
| 29.12.1971 | СКА Новосибирск          | «Звезда» Чебаркуль         | 4:3  |
| 04.01.1972 | «Станкостроитель» Рязань | «Прогресс» Глазов          | +:-  |

## 1/4 финала
| 04.01.1972 | «Ижсталь» Ижевск        | «Торпедо» Ярославль      | 2:1 |
| 09.01.1972 | «Олимпия» Кирово-Чепецк | «Станкостроитель» Рязань | 6:5 |
| 29.03.1972 | «Мотор» Барнаул         | «Локомотив» Омск         | 4:6 |
| 09.02.1972 | «Вымпел» Междуреченск   | СКА Новосибирск          | ?   |

## 1/2 финала
| ??.??.1972 | СКА Новосибирск         | «Локомотив» Омск | +:- |
| 14.10.1972 | «Олимпия» Кирово-Чепецк | «Ижсталь» Ижевск | 2:7 |

## Финал
| 26.10.1972 | «Ижсталь» Ижевск | 7:3 (3:0, 2:2, 2:1) | СКА Новосибирск | ЛДС «Ижсталь», Ижевск |

| Отчёт | Отчёт | Отчёт | Отчёт | Отчёт |
| ----- | ----- | ----- | ----- | ----- |
|       |       |       |       |       |
|       |       |       |       |       |
|       |       |       |       |       |
|       |       |       |       |       |
|       |       |       |       |       |
|       |       |       |       |       |
|       |       |       |       |       |
|       |       |       |       |       |
|       |       |       |       |       |